# Aripert II.
Aripert II. (ital. Ariperto II; † 712) war von 701 bis 712 König der Langobarden. In den ersten Jahren seiner Herrschaft war er vorrangig mit der Abwehr von Thronansprüchen sowohl von Mitgliedern seiner Familie,  der Agilolfinger, allerdings aus einem anderen Zweig, als auch von langobardischen Herzögen (duces) beschäftigt. Über diese Zeit, als er mehrfach Schlachtensiege errang und Städte belagerte, sind wir durch die Historia Langobardorum in Kenntnis gesetzt, doch nach 703 ist bis zu seinem Sturz im Jahr 712 nur wenig bekannt. Mit Unterstützung bayerischer Agilolfinger wurde er durch Ansprand gestürzt, der für einige Monate selbst König wurde. Aripert versuchte aus seiner Hauptstadt Pavia zu fliehen und ertrank im Ticino. Mit ihm endete die Dynastie der Agilolfinger im Langobardenreich.

## Leben

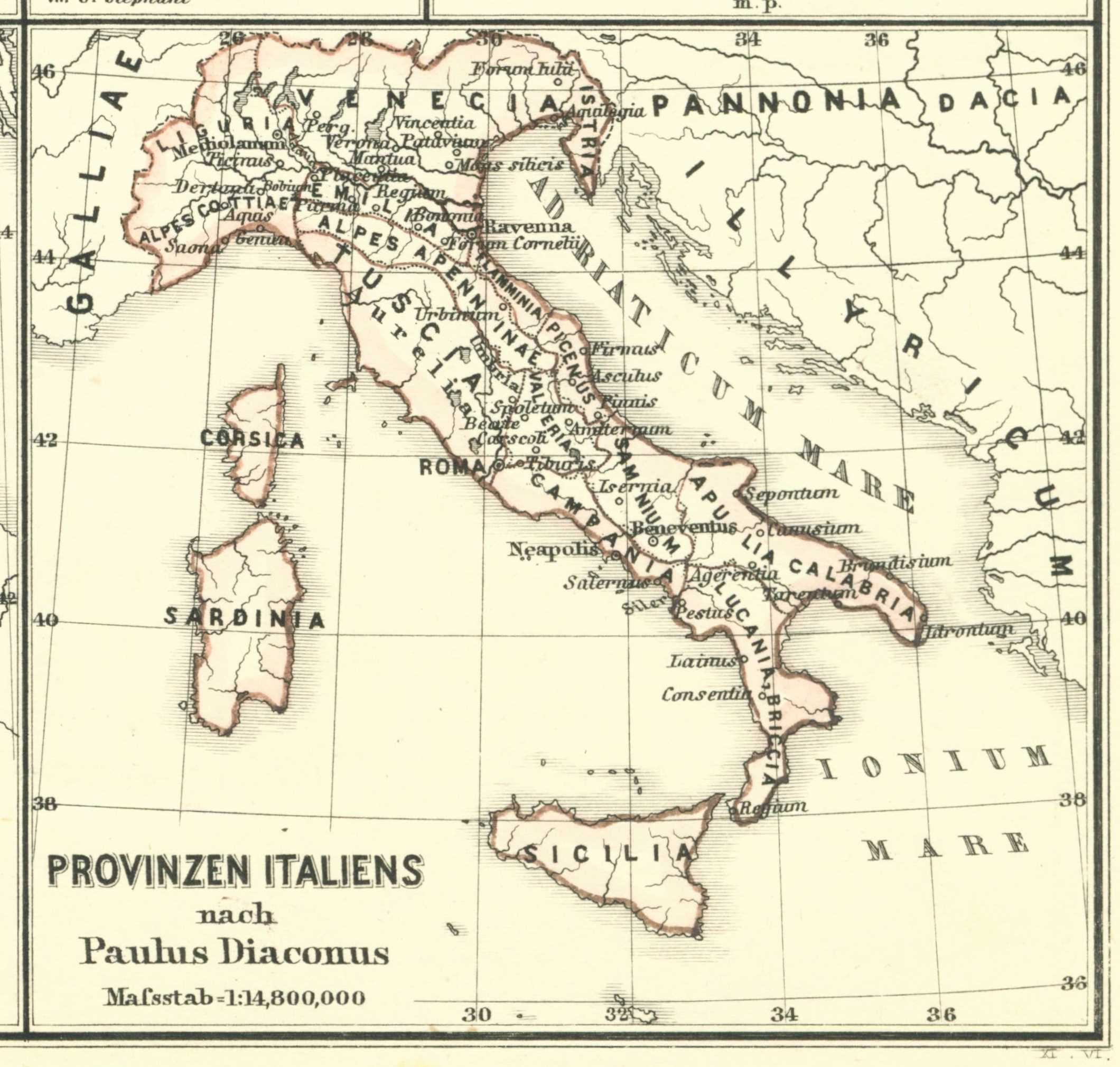
Provinzen Italiens nach Paulus Diaconus (Karte von 1877)

Das Frankenreich um 714

Die wichtigste Quelle stellt die Historia Langobardorum dar, die Paulus Diaconus Ende des 8. Jahrhunderts verfasste. Aripert war demnach der Sohn König Raginperts. Nachdem König Cunincpert im Jahre 700 gestorben war, usurpierte dieser Raginpert den Thron gegen Cunincperts minderjährigen Sohn und rechtmäßigen Thronfolger, Liutpert. Dessen Regent war Ansprand, der aber in der Schlacht von Novara unterlag. Der Sieger Raginpert starb noch im selben Jahr 701, sodass sein Sohn Aripert dessen Thron erbte (Historia Langobardorum VI, 18 f.).
In der Schlacht bei Ticinum (Pavia) besiegte Aripert II. das Heer König Liutperts, das Ansprand, Ato, Tatzo, Rotharit und Farao führten. Von letzteren ist weiter nichts bekannt. In der Schlacht wurde Liutpert gefangen genommen (VI, 18). Aripert ließ ihn später als potenziellen Thronrivalen im Jahr 703 ermorden (VI, 20).
Ansprand floh vor Aripert zunächst auf die Insel im Comer See, dann weiter zu Theudebert an den bayerischen Hof. Dorthin bestanden weiterhin enge Kontakte, da die Herrscherfamilie, zu der auch Aripert zählte, der Familie der Agilolfinger angehörte, die dort einen bedeutenden Teil ihrer Machtbasis hatte. Ariperts Truppen zerstörten den Ort auf der Insel (VI, 21).
Zwar konnte sich Ansprand durch die Flucht nach Bayern in Sicherheit bringen, doch seine Angehörigen wurden verstümmelt: Seinem Sohn Sigiprand wurden die Augen ausgestochen, seiner Frau Theodorada und seiner Tochter Aurona wurden Nase und Ohren abgeschnitten. Lediglich Ansprands kleiner Sohn Liutprand durfte zu seinem Vater ins bayerische Exil (VI, 22).
Damit waren die Kämpfe um die Herrschaft im Langobardenreich jedoch keineswegs beendet, denn nun stritten auch zwei Herzöge, beide wohl keine Agilolfinger, um die Macht. Rotharit, der dux (Herzog) von Bergamo, usurpierte nach Auffassung des Paulus Diaconus den Thron, wurde aber nach der Eroberung von Lodi, dann Bergamos durch die Truppen Ariperts gefangen und gleichfalls ermordet (VI, 20). Dann empörte sich dux Corvolus von Friaul gegen Aripert, wurde aber auch besiegt. Er wurde geblendet (VI, 25). Damit waren die Kräfte der Gegner Ariperts zunächst gebrochen.
Aripert unterhielt gute Beziehungen zum Frankenreich (VI, 35). Auch mit Byzanz hielt Aripert Frieden. Besonders gut stellte er sich mit der römischen Kirche, der er Güter zurückerstattete (VI, 28). Dabei handelte es sich vor allem um die Rückgabe des ligurischen Landkomplexes, der das Patrimonium Alpium Cottiarum der Kirche von Rom bildete und den er an Rothari bei der Eroberung von 643-644 verloren hatte, in Form einer Donatio. Am 9. Oktober 707 bestätigte Aripert urkundlich Emiliano, dem Bischof von Vercelli, verschiedene Güter, vor allem aber das Kloster S. Michele.
Außerdem hatte Papst Konstantin I. (708-715) die unmittelbare Abhängigkeit des Bistums Pavia von Rom bestätigt, und damit die Ansprüche des Erzbischofs Benedikt von Mailand auf seine Rechte als Metropolit über die Diözese Pavia zurückgewiesen. Damit war Pavia, die Hauptstadt der Langobarden, für die nächsten rund elf Jahrhunderte exemt.
Das Amt des dux war teilweise erblich geworden. Dabei wurden allerdings im Friaul (VI, 24–26) die duces vom König ernannt und auch abgesetzt, während im abgelegenen Spoleto (VI, 30) und Benevent die Söhne Nachfolger wurden, ohne dass der König Einfluss nahm. Allerdings konnte er einen Verwandten Ansprands, Petrus, nach Spoleto verbannen.
Nach rund zehn Jahren im Exil kehrte dieser Ansprand im Jahr 712 mit einem Heer seines Verwandten, des bayerischen dux Theudebert, über die Alpen zurück, um nun selbst den Thron zu erlangen (VI, 35). Bei Pavia kam es zur Schlacht mit Ariperts Heer. Diese war offenbar noch nicht entschieden – Paulus Diaconus berichtet, das Heer Ariperts sei sogar als Sieger ins eigene Lager zurückgekehrt –, da setzte sich Aripert abends von seinem Heer ab, um die Nacht im Palast zu verbringen. Das Heer fühlte sich verraten und meuterte.
Aripert floh daraufhin aus Pavia, ertrank aber im Ticinus, den er mit Schätzen beladen durchschwimmen wollte. Ariperts Leichnam wurde am nächsten Morgen gefunden und in Pavia neben der Kirche Domini Salvatoris (Kirche des Herrn und Heilands, heute: Monastero di San Salvatore), die Aripert I. hatte erbauen lassen, beigesetzt.
Ansprand konnte die Nachfolge Ariperts unangefochten antreten (Historia Langobardorum VI, 35), starb allerdings bereits nach drei Monaten. Zum Nachfolger wurde sein Sohn Liutprand, der später Guntrud, die Tochter seines bayerischen Unterstützers heiratete.